# Adjidjat
 (février 2023).
L'Adjidjat ou adjoudjat est un mets algérien,.

## Description
Il est souvent consommé en entrée ou en accompagnant une soupe. Il s'agit de beignets croustillants qui peuvent être à base de différents ingrédients (poisson/viande/légume) tels que : el mernouz (merlan), pomme de terre, thon, fromage, chou-fleur, sardine, viande hachée, etc.
Ces beignets peuvent passer d'une entrée à un plat de résistance en les ajoutant à une sauce de poulet, viande ou poisson, avec des légumes et pois chiche.